# Thémis (1799)
Pour les articles homonymes, voir Thémis (navire).
La Thémis était une frégate de 40 canons, de classe Coquille, de la Marine française. 

## Service
Lancée à l’Arsenal de Rochefort en 1799 et mise en service en 1801, elle participe à la bataille du cap Finisterre (22 juillet 1805) et à la bataille de Trafalgar (21 octobre 1805). Pendant la bataille de Trafalgar, elle était commandée par le capitaine Nicolas Joseph Pierre Jugan. Après la bataille, elle remorqua les navires de ligne espagnols Príncipe de Asturias et Santa Ana en lieu sûr à Cadix.

## La croisière de Lamellerie
Toujours sous le commandement du capitaine Jugan, elle prend part le 26 février 1806 à l’expédition de Lamellerie, menée par une escadre commandée par le capitaine de frégate le plus ancien de Cadix, le capitaine Louis Charles Auguste Delamarre de Lamellerie. La mission de l’escadre était de sortir de Cadix dans l’océan Atlantique et d’attaquer la marine marchande britannique. L’escadre se composait d’autres frégates françaises qui avaient survécu à Trafalgar : l’Hermione, l'Hortense (la frégate de Lamellerie), le Rhin et le brick Furet, un navire plus lent qui fut capturé par les Britanniques tandis que le reste de l’escadre s’échappa dans l’Atlantique.
Après l’évasion de Cadix, les quatre navires restants de l’escadre naviguèrent vers le sud, atteignant le comptoir commercial français du Sénégal en mars, puis traversant l’Atlantique jusqu’à Cayenne, en Guyane française, où ils arrivèrent le 27 mars. Prenant du ravitaillement, l’escadre quitta Cayenne le 7 avril et opéra avec un succès limité contre la marine marchande britannique dans la mer des Caraïbes, y compris 15 jours de croisière au large de la Barbade. Se retirant dans la colonie espagnole de Porto Rico, Lamellerie réapprovisionne à nouveau ses navires en prévision du voyage de retour en France. Le 18 mai, l’escadre appareilla pour rentrer au pays. Au cours de l’expédition de six mois, l’escadre ne causa pas de perturbations importantes au commerce britannique. Le 27 juillet, alors qu’ils approchent de Rochefort, l’escadre est repérée par un navire de ligne britannique qui poursuit l’escadre française toute la nuit et jusqu’au lendemain matin, date à laquelle le Rhin est passé derrière les autres et est capturé. Les autres navires se séparent et la Thémis est la seule à atteindre la destination prévue de Rochefort, les deux autres frégates finissent leur voyage à Bordeaux).

## En mer Méditerranée
En janvier 1808, la Thémis navigue dans l’Atlantique avant de retourner en Méditerranée. Après être passé par Gibraltar le 17 mars, elle mena des raids contre le commerce avec la frégate française Pénélope et navigua vers Toulon après avoir fait 13 prises. De là, elle a été chargée de transporter des fournitures à Corfou, avec la frégate Pauline. Elle y a été piégée et finalement saisie par les Britanniques lorsqu’ils ont capturé l’île.

## Commandants
- Capitaine de frégate puis Capitaine de vaisseau de 2ème classe Marie Jean François Meynard de la Farge (1775-1848) : août 1806 à 1808[8]